# Міхал Стефан Йордан
Міхал Стефан Йордан із Заклічина гербу Тромби  (пом. березень 1739) — державний діяч Речі Посполитої, магнат. Представник польського шляхетського роду Йорданів.

## Життєпис
Син войницького каштеляна, старости добчицького Францішека Йордана та його дружини Барбари на Пільчі Корицінської — доньки великого коронного канцлера. 
Староста добчицький з 1697 року, остроленцький, ловчий коронний з 1704 року, брацлавський воєвода з 1710 року.
Отримав старанне виховання, підготовку, замолоду подорожував Францією, Іспанією, Італією, вивчаючи військове мистецтво. Після повернення послував на сейм, бодай з 1689 року. 1689 року став чесником краківським. Як полковник коронного війська брав участь у війні з турками. Був суддею каптуровим Краківського воєводства. Під час безкоролів'я був послом сейму конвокаційного, підтримав Августа II. На сеймі 1703 року був обраний депутатом до віддання коронного скарбу. Після отримання Брацлавського воєводства був більше пов'язаний надалі з Краківським. В 1713 році обраний від Краківського воєводства депутатом на Коронний трибунал. Участь у Північній війні неясна, відомо, що командував панцерною коругвою 1715 року, мав староства Йодлівське, Барціцьке, в 1717 році Остроленцьке. 1726 року — член комісії для перемовин з берлінським двором. Під час елекції 1733 року підтримав Августа III, брав участь в коронаційному сеймі. 1736 року на сеймі обраний до депутації щодо розрахунку скарбу.
Бібліофіл, мав багату бібліотеку, фундував шерег релігійних видань. Кавалер Ордену Білого Орла від Августа III.
Був похований у костелі реформатів Кракова.

### Сім'я
Вперше був одружений з представницею роду Морштинів Анною (1697 року шлюб), вдруге — з Анастасією Мишковською — донькою маркграфа, ордината на Піньчуві Станіслава Казімєжа (другий її шлюб; перший чоловік — смоленський воєвода Ян Косс). У шлюбі народилися сини:
- Стефан
- Адам — староста остроленцький[4].